# باربرا هيرتسوغ
باربرا هيرتسوغ (بالألمانية: Barbara Herzog)‏ هي متزلجة فنية نمساوية، ولدت في 28 ديسمبر 1985.

## وصلات خارجية
- باربرا هيرزوغ على موقع الاتحاد الدولي للتزلج (الإنجليزية)
- باربرا هيرزوغ على موقع الاتحاد الدولي للتزلج (الإنجليزية)